# Bloqueo (película de 1938)
Bloqueo (Blockade en el título original) es una película dramática estadounidense de 1938 dirigida por William Dieterle y protagonizada por Madeleine Carroll, Henry Fonda y Leo Carrillo.

## Argumento
Un sencillo campesino es forzado a coger las armas para defender su granja durante la guerra civil española. Por el camino se enamora de una rusa, el padre del cual es un espía.

## Elenco
- Madeleine Carroll como Norma
- Henry Fonda como Marco
- Leo Carrillo como Luis
- John Halliday como Andre Gallinet
- Vladimir Sokoloff como Basil
- Robert Warwick como General Vallejo
- Reginald Denny como Edward Grant
- Peter Godfrey como Mago
- Fred Kohler como Pietro
- Carlos De Valdez como Alcalde del Rio
- Nick Thompson como Seppo
- William B. Davidson como Comandante
- Katherine DeMille como chica del cabaret

## Premios y distinciones
Premios Óscar
| Año  | Categoría                   | Nominado           | Resultado |
| ---- | --------------------------- | ------------------ | --------- |
| 1939 | Mejor argumento             | John Howard Lawson | Nominado  |
| 1939 | Mejor banda sonora original | Werner Jansen      | Nominado  |